# Мустеријенски шиљак
Мустеријенски шиљак (фр. pointe moustérienne, енгл. Mousterian point) је шиљак формиран на обичном или левалуазијенском одбитку или сечиву, карактеристичан за период средњег палеолита. Троугаоног је облика и ретуширан најчешће дубоким уздигнутим, а понекад и степенастим ретушем: парцијално (само на врху) или скроз, на једној од обе ивице. Иако се јавља и у осталим мустеријенским фацијесима, оно што је битно за њега јесте да је карактеристичан за типични мустеријен. Коришћен је као пројектил за копље, а у неким случајевима и као пострушка. Тешко је направити разлику између појединих мустеријенских шиљака и конвергентних пострушки.